# Sinszoszol
A sinszoszol (hangul: 신소설, handzsa: 新小說, RR: sinsoseol), szó szerint „új regény/próza” az 1900-as évek elején megjelent műfaj a koreai irodalomban. A sinszoszol (sinsoseol) átmenetet képez a hagyományos koreai próza és a modern regény között.

## Története
Az 1900-as évek elején, ahogy Korea megnyílt a külvilág számára és újfajta életmód kezdődött, egy újfajta irodalmi műfaj is megjelent, mely ezeket a változtatásokat tükrözte. A korábbi irodalmi szokásokkal ellentétben megjelentek olyan írók, akik professzionálisan csak írással foglalkoztak. Az „új regényeket” az újságok közölték részletekben, ezzel nagy számú olvasótáborhoz juttatva el a történeteket.
A sinszoszol (sinsoseol) nevével ellentétben nem volt teljesen új. Sok mindent megtartott a hagyományos koreai regényírásból, különösen a hősiesség fontosságát, és a véletlent, mint az események mozgatórugóját. Hatottak rá a kor külföldi irodalmi trendjei is, melyek Japánon keresztül jutottak el Koreába. A sinszoszol (sinsoseol) a modernizációt sürgette, hősies szereplői „felvilágosultak” voltak, míg a negatív szereplők gyakran konzervatívok. Igyekeztek lerombolni a népi babonákat, terjeszteni a tanulás, a tudomány és a technológia fontosságát, és igazodni a kor változó világához, mely egyre kevésbé követte a hagyományosan fontosnak tartott konfuciánus elveket. A történetek a hagyományos regényekkel ellentétben nem egy főhős életére koncentráltak, hanem egy problémát vetettek fel és annak megoldását keresték. Az eseményeket realisztikusabban ábrázolták, az időrendi cselekmény már nem volt követelmény és igyekeztek a beszélt nyelvet használni az írott irodalmi helyett.
A sinszoszol (sinsoseol) azonban nem foglalkozott mélyebben a kor által előidézett problémákkal, a gondok megoldását kizárólag a modernizációban látta, Japánt (mely néhány évvel később gyarmatosította az országot) és a nyugati államokat állította követendő példaként a koreai olvasók elé.

## Nevezetes írók
- I Indzsik (이인직, Yi In-jik)
- I Hedzso (이해조, Yi Hae-jo)
- Cshö Cshansik (최찬식, Choi Chan-sik)